# Вірстюк Роман Володимирович
Роман Володимирович Вірстюк (нар. 19 квітня 1991) — український футболіст, нападник.

## Життєпис
Вихованець івано-франківського ВПУ-21. У 2006 році перейшов до футбольної школи «Прикарпаття», в якій виступав до 2008 року. Потім був переведений до першої команди. Дебютував за першу команду прикарпатців 26 серпня 2008 року в програному (0:4) виїзному поєдинку 6-о туру Першої ліги проти ФК «Львів». Роман вийшов на поле на 70-й хвилині, замінивши Романа Стоцького. За півтора сезони, проведені в «Прикарпатті», у Першій лізі зіграв 25 матчів. 
У 2011 році перейшов до клубу «Газовик» (Богородчани), в якому виступав до 2013 року в чемпіонаті Івано-Франківської області. По ходу сезону 2013 року перейшов до ФК «Перегінського». У 2015 році перейшов до «Оскара» (Підгір'я). У сезоні 2016/17 років разом з командою дебютував в аматорському чемпіонаті України.